# 點心衛視
點心衛視是一個地區性的粵語衛星電視頻道，於2007年3月30日首播。以資訊娛樂電視節目為主，目標是大珠三角地區觀眾和海外華人，創辦人為香港傳媒人司徒傑以及香港演藝學院校董會成員龐俊怡。

## 收看頻道
- 香港：曾在香港now寬頻電視第539頻道播放，頻道於2020年3月25日停播。

- 澳門：曾在澳門有線電視第16頻道播放，頻道於2020年3月25日停播。

## 旗艦常規節目
（按播映時間排列）
- 點心名人榜　週一至週五 20:00
- 解碼珠三角　週一至週五 20:30
- 流行點心　　週一至週五 21:30
- 超級消費王　週六 20:00
- 心中有數　　週日 20:00

## 外部連結
- 點心電視
- 點心網
- 節目表